# Partie (Einheit)
Partie war eine französische Masseneinheit (Gewichtsmaß) und ein Probiergewicht für Gold.
Grundlage ist hier das Zollpfund zu 30 Lot. Etwa ein Lot mit 16,667 Gramm kann angesetzt werden.
- 1 Partie = 1/12 Karat = 1/52 Lot